# Arte rupestre Macusani Corani
El Arte rupestre Macusani Corani se encuentra en Puno, Perú.
Se encuentra en los distritos de distritos de Macusani-Corani. Se registraron más de 100 sitios rupestres. Probablemente data de hace 5000 a 6000 años.
Las principales representaciones son escenas de caza de camélidos. Las pinturas fueron desarrolladas por varias culturas entre ellos Kaluyo 2000 a 500 a.a. C., Colla 1000 a 1400 a.d. C. En el 2005 fue declarado patrimonio cultural de la nación. Las figuras se encuentran amenazadas por la explotación minera en la zona.